# Наум Златарев
Наум Димитров Златарев или Златаров с псевдоними Анибал и Кругер е български революционер, деец на Вътрешната македоно-одринска революционна организация.

## Биография
Наум Златарев е роден през 1874 година в Охрид, тогава в Османската империя. Брат е на Иван Златарев. Завършва прогимназия. По професия е златар. От 1902 година е член на околийския комитет на ВМОРО в Охрид. На Смилевския конгрес през 1903 година е избран за съветник на Горското началство на Охридския революционен район. По време на Илинденско-Преображенското въстание в 1903 година е районен началник. Ранен е на 31 август 1903 година в битка с турски аскер в местността Гърмешница. Заловени убит на шосето между Ресен и Охрид.
Братовият му син Димитър Златарев в 1945 година е сред основателите на пробългарската организация Демократичен фронт на Македония „Илинден 1903“, заради което е осъден от македонистките власти на 14 години затвор.